# نورمان دوغلاس (كاتب)
نورمان دوغلاس (بالإنجليزية: Norman Douglas) (و. 1868 – 1952 م) هو كاتب، وكاتب سير ذاتية، وروائي بريطاني، توفي في كابري، عن عمر يناهز 84 عاماً.

## التعليم
تعلم في Uppingham School ‏
.

## روابط خارجية
- نورمان دوغلاس على موقع الموسوعة البريطانية (الإنجليزية)